# Abtsdorfer See
L'Abtsdorfer See est un lac situé dans la région du Rupertiwinkel (en), en Bavière, dans le sud de l'Allemagne. Son altitude est de 426 m et sa superficie de 0,84 km2.

## Source de la traduction
- (en) Cet article est partiellement ou en totalité issu de l’article de Wikipédia en anglais intitulé « Abtsdorfer See » (voir la liste des auteurs).